# Clavipalpa calochroa
Clavipalpa calochroa là một loài bướm đêm trong họ Noctuidae.